# Bert Lindström
Bert Hjalmar Lindström, född 13 maj 1922 i Stockholm, död 10 juli 1998 på Djurö, var en svensk bank- och industriman.

## Biografi
Lindström var son till bankkamrer Hjalmar Lindström och Anna-Lisa Carlson. Han tog studentexamen 1941 och diplomerades från Handelshögskolan i Stockholm 1944. Lindström tog ekon.lic. 1951, var amanuens vid Företagsekonomiska forskningsinstitutet 1943-1945, chef för Grosshandelns utredningsinstitut 1946-1948 och studerade i USA och Frankrike 1948-1949. Lindström hade utrednings- och konsultuppdrag 1950-1951, var direktionssekreterare vid Svenska Cellulosa AB SCA 1951-1953, tillförordnad chef för finansavdelningen 1953-1954, finansdirektör 1954-1958 och var vice verkställande direktör 1957-1958. Han var direktör i Trafik AB Grängesberg–Oxelösund 1959-1963 och verkställande direktör för Svenska Lamco-syndikatet 1962-1963. Lindström blev direktör i Göteborgs Bank 1963 och var verkställande direktör där 1964-1971 samt verkställande direktör i Dagens Nyheter AB och AB Expressen 1971-1972. Han var deputy administrator vid FN:s utvecklingsprogram (UNDP) i New York 1973-1976, VD för Nordiska Investeringsbanken i Helsingfors 1976-1986 och arbetade som internationell konsult.
Han var styrelseledamot i Åhlén & Holm AB, ASSI, Nestekoncernens svenska dotterbolag, Swedforest International AB med flera, samt var styrelseordförande i Fastighetspartner AB. Lindström blev ledamot av Ingenjörsvetenskapsakademien 1983. Han skrev även artiklar i ekonomiska tidskrifter.
Lindström gifte sig 1947 med Siv Norre (1922–2017), dotter till disponenten Harald Norre och Hildegard Lundberg. Han var far till Nina (född 1949), Thomas (född 1951) och Anna Karin (född 1958). Lindström avled 1998 och gravsattes på Djursholms begravningsplats.